# لای لام-کوونگ
لای لام-کوونگ (انگلیسی: Lai Lam-kwong؛ زادهٔ ۲۱ ژوئن ۱۹۲۷ - درگذشته نامشخص) بازیکن بسکتبال اهل تایوان بود. وی در بازی‌های المپیک تابستانی ۱۹۵۶ شرکت کرده‌است.